# GPS, para saber dónde estás parado
GPS, para saber dónde estás parado es un programa de televisión periodístico argentino. Es conducido por Rolando Graña y se transmite por el canal de noticias A24.

## Historia
Se emitía una vez a la semana en el horario de las 22:15 (UTC -3), los jueves. El programa estaba estructurado sobre dos investigaciones que abarcaban diversos temas como política,policiales e interés general que eran presentadas en el piso mediante una pantalla interactiva. También se realizaban entrevistas en vivo para complementar las historias contadas en los informes.
El 1 de agosto de 2010, cumplió 100 programas.
Ahora el programa fue cambiado de horario, los domingos a las 20:00.